# Satou Sabally
Isatou „Satou” Sabally (ur. 25 kwietnia 1998 w Nowym Jorku) – niemiecka koszykarka, występująca na pozycji niskiej skrzydłowej, reprezentantka tego kraju w koszykówce 3x3, aktualnie zawodniczka Fenerbahçe, a w okresie letnim – Dallas Wings w WNBA.

## Osiągnięcia
Stan na 20 czerwca 2022, na podstawie, o ile nie zaznaczono inaczej.

### NCAA
- Uczestniczka rozgrywek:
  - NCAA Final Four  (2019)
  - Elite 8 turnieju NCAA (2018, 2019)
- Mistrzyni:
  - turnieju konferencji Pac-12 (2018, 2020)
  - sezonu regularnego Pac-12 (2018–2020)
- Laureatka nagrody Cheryl Miller Award (2020)
- Najlepsza pierwszoroczna zawodniczka Pac-12 (2018)
- Zaliczona do:
  - I składu:
    - WBCA All-America (2020)
    - Pac-12 (2019, 2020)
    - najlepszych pierwszorocznych zawodniczek Pac-12 (2018)

  - II składu All-American (2020 przez AP, USBWA)
  - składu:
    - honorable mention WBCA All-America (2019)
    - Pac-12 Academic Honor Roll (2020)

### WNBA
- Zaliczona do I składu debiutantek WNBA (2020)
- Uczestniczka meczu gwiazd WNBA (2021)

### Drużynowe
- Mistrzyni Turcji (2021, 2022[4])
- 3. miejsce w Eurolidze (2021)
- Finalistka Pucharu Turcji (2022)[4]
- Uczestniczka rozgrywek Eurocup (2016/2017)

### Indywidualne
(* – nagrody przyznane przez portal eurobasket.com)
- Zaliczona do I składu*:[4]
  - ligi tureckiej (2022)
  - zawodniczek zagranicznych ligi tureckiej (2022)

### Reprezentacja

#### Seniorek
5x5
- Zaliczona do II składu igrzysk olimpijskich (2024)[5]

3x3
- Uczestniczka igrzyskach europejskich w koszykówce 3x3 (2019 – 4. miejsce)

#### Młodzieżowe
- Mistrzyni Europy:
  - U–20 dywizji B (2017)
  - U–16 dywizji B (2014)
- Uczestniczka mistrzostw Europy:
  - U–20 (2018 – 9. miejsce)
  - dywizji B:
    - U–18 (2015)
    - U–16 (2013 – 12. miejsce, 2014)
- MVP Eurobasketu dywizji B:
  - U–20 (2017)
  - U–16 (2014)
- Zaliczona do I składu mistrzostw Europy:
  - U–20 (2018)
  - dywizji B:
    - U–20 (2017)
    - U–16 (2014)
- Liderka:
  - strzelczyń Eurobasketu:
    - U–20 (20,7 – 2018)
    - U–16 dywizji B (2014)

  - w zbiórkach Eurobasketu U–20 (10 – 2018)[6]